# Freycinetia impudens
Freycinetia impudens är en enhjärtbladig växtart som beskrevs av Benjamin Clemens Masterman Stone. Freycinetia impudens ingår i släktet Freycinetia och familjen Pandanaceae. Inga underarter finns listade.